# Liolaemus araucaniensis
Liolaemus araucaniensis — вид ігуаноподібних ящірок родини Liolaemidae. Мешкає в Чилі і Аргентині.

## Поширення і екологія
Liolaemus araucaniensis мешкають в Андах на сході чилійського регіону Арауканія і на південному сході регіону Біобіо, а також на заході аргентинської провінції Неукен. Вони живуть в помірних лісах Анд та на гірських луках. В Чилі зустрічаються на висоті від 1400 до 1700 м над рівнем моря, в Аргентині на висоті від 800 до 1200 м над рівнем моря. Є всеїдними і живородними.